# Frigideira
Frigideira, ou sertã, é um utensílio usado na cozinha para fritar alimentos. Normalmente com a forma de um prato pouco fundo e com uma ou duas pegas, há frigideiras especiais para cada tipo de fritura.

## História

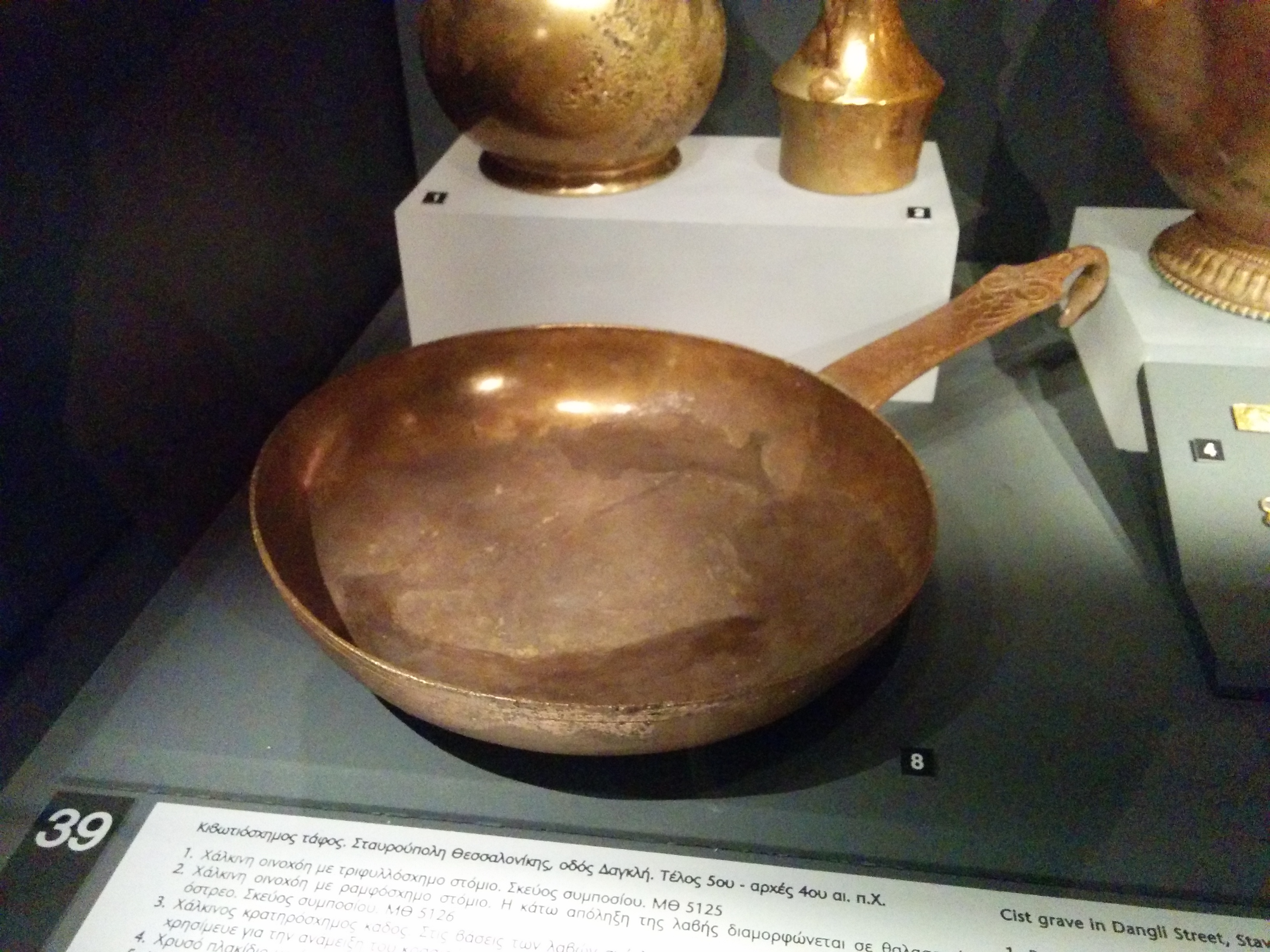
Frigideira de cobre datada do final do século V ao início do século IV a.C., Museu Arqueológico de Thessaloniki. O cabo é ornamentado com gravuras florais e termina em forma de cabeça de ganso.

As frigideiras de cobre eram usadas na antiga Mesopotâmia  As frigideiras também eram conhecidas na Grécia antiga, onde eram chamadas de tagēnon ( grego: τάγηνον  ) e em Roma, onde eram chamadas de patela ou sartago. A palavra pan deriva do inglês antigo panna . Antes da introdução do fogão em meados do século XIX, uma panela de ferro fundido comumente usada, chamada de 'aranha', tinha um cabo e três pernas usadas para resistir ao carvão e às cinzas do fogo. Panelas e frigideiras com fundo plano e sem pernas foram projetadas quando os fogões se tornaram populares; este período do final do século XIX viu a introdução da frigideira plana de ferro fundido.

## Tipos de frigideira
- De barro - É o tipo tradicional em muitos lugares.
- De metal - Pode ser feita de alumínio ou ferro fundido, sendo que esta última é geralmente usada para fritar carne.
- De teflon - Revestida com esse material que a torna antiaderente.

### Cobre
Frigideiras de cobre são altamente condutivas termicamente, o que as torna úteis para refogar uniformemente. No entanto, elas também são altamente reativos com a maioria dos alimentos, então hoje em dia, um grande número de frigideiras de cobre são vendidas com um forro de estanho, prata, níquel ou aço inox.

### Cerâmica
Frigideiras de cerâmicas raramente são reativos aos alimentos ou liberam alguma substancia. Adequada para uma alimentação mais saudável. Geralmente são pesadas,

### Ferro Fundido
As frigideiras de ferro fundido são bastante usadas, pois são as mais resistentes e ficam quentes muito rápido, embora sejam pesadas e não conduzam o calor de maneira uniforme.

### Alumínio
Frigideiras de alumínio são leves e com uma boa distribuição de calor. Mas não retém o calor igual as frigideiras de ferro e cerâmica.

### Teflon
Um processo de ligação de Teflon ao alumínio rugoso quimicamente foi patenteado na França por Marc Gregoire, em 1954. Em 1956, ele formou uma empresa para comercializar panelas antiaderentes sob a marca "Tefal". A durabilidade dos primeiros revestimentos era inicialmente pobre, mas as melhorias na fabricação tornaram esses produtos um padrão na cozinha. A superfície não é tão resistente quanto o metal e o uso de utensílios de metal (por exemplo, espátulas) pode danificar permanentemente o revestimento e degradar sua propriedade antiaderente. Frigideiras antiaderentes com revestimento de Teflon podem liberar vapores tóxicos, pois o revestimento se decompõe quando aquecido além de aproximadamente 240 °C (464 °F). Essas temperaturas podem ser alcançadas em minutos em fogões a gás ou elétricos usando alta temperatura.

## Frigideira Elétrica

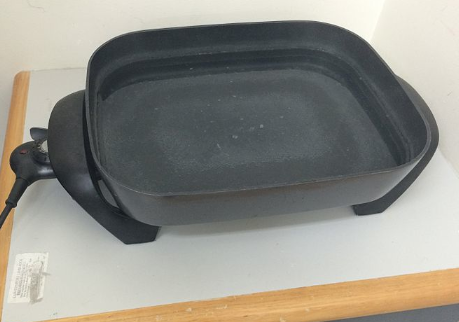
Frigideira elétrica

Uma frigideira elétrica incorpora um elemento de aquecimento elétrico na própria frigideira e, portanto, pode funcionar independentemente de um fogão. Consequentemente, ele tem pernas com isolamento térmico para ficar em cima de uma bancada. (As pernas geralmente se prendem a alças). As frigideiras elétricas são comuns em formatos incomuns para frigideiras "não alimentadas", principalmente quadradas e retangulares. A maioria é projetada com lados mais retos do que seus primos do fogão e inclui uma tampa. Assim, são um cruzamento entre uma frigideira e uma frigideira.
Uma frigideira elétrica moderna tem uma vantagem adicional sobre a versão de fogão: regulagem de calor. O cabo de alimentação destacável incorpora um controle termostático para manter a temperatura desejada.

## Frigideira de Saltear
A frigideira de saltear é indicada para usar a técnica sautée, que é o ato de saltear os alimentos que estão na frigideira. Essas frigideiras tem as bordas inclinadas, cabos longos e são de materiais antiaderentes.

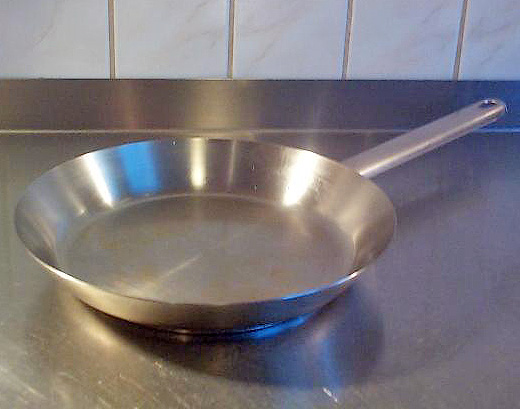
frigideira de aço inoxidável
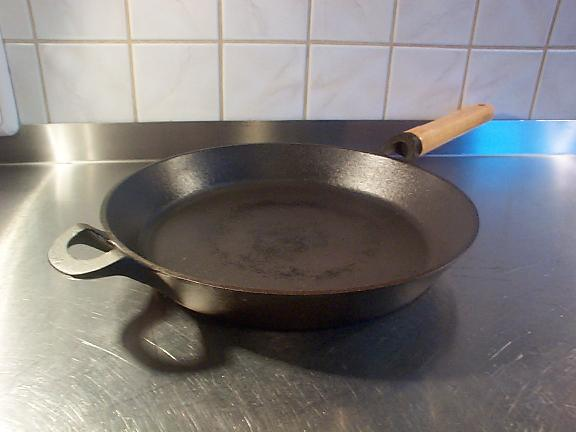
frigideira de ferro fundido
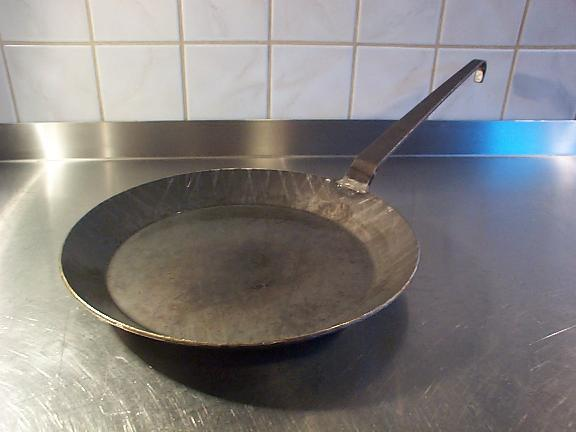
frigideira de ferro forjado
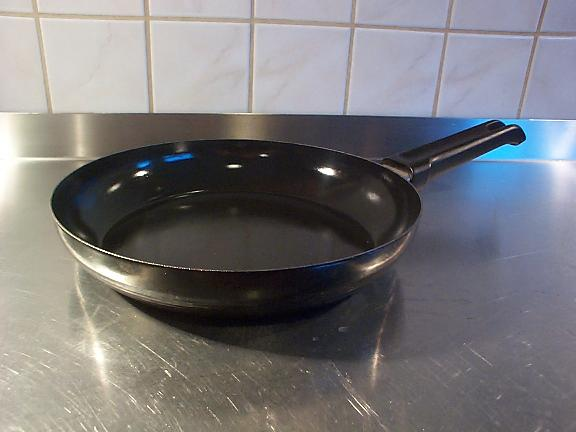
frigideira

## Música
Também se usa a palavra "frigideira" no Brasil, para designar um conjunto de instrumentos musicais que produzem o ruído de frigideiras metálicas batendo entre si ou sendo batidas com outro instrumento, ou a música produzida por um destes conjuntos. Esse conjunto instrumental também é denominado de pratos duplos ou simples.

## Etimologia
- As palavras portuguesas "frigideira" e "frigir", derivam do latim frigo, -ere, que significa, assar, fritar.[13]